# Dudás Zoltán
Dudás Zoltán, (Miskolc, 1933. augusztus 11. – Budapest, 1989. november 12.) olimpiai bronzérmes, válogatott labdarúgó.

## Pályafutása

### Klubcsapatban
1951-ben mutatkozott be a Diósgyőri VTK első csapatában. 1956 elején került Kispestre, a Bp. Honvédhoz. 16 mérkőzésen szerepelt a befejezetlen 1956-os bajnokságban behozhatatlan előnnyel vezető csapatban. Részt vett a Honvéd nem engedélyezett dél-amerikai túráján, és ezért 1957. április 7-ig eltiltották. 1967-es visszavonulásáig 185 bajnoki mérkőzésen szerepelt kispesti színekben.

### A válogatottban
1955 és 1960 között 2 alkalommal szerepelt a válogatottban. Tagja volt az 1960-as római olimpián részt vevő csapatnak, ahol két mérkőzésen lépett pályára.

## Sikerei, díjai
- Olimpiai játékok
  - 3.:1960, Róma
- Magyar bajnokság
  - 2.: 1957–58, 1963-ősz, 1964
  - 3.: 1958–59
- Magyar kupa (MNK)
  - győztes: 1964
- Közép-európai kupa (KK)
  - győztes: 1959

## Statisztika

### Mérkőzései a válogatottban
| Magyarország | Magyarország        | Magyarország             | Magyarország  | Magyarország | Magyarország  | Magyarország        | Magyarország | Magyarország |
| #            | Dátum               | Helyszín                 | Hazai         | Eredmény     | Vendég        | Kiírás              | Gólok        | Esemény      |
| ------------ | ------------------- | ------------------------ | ------------- | ------------ | ------------- | ------------------- | ------------ | ------------ |
| 1.           | 1955. október 2.    | Prága, Strahov-stadion   | Csehszlovákia | 1 – 3        | Magyarország  | Európa-kupa         | -            |              |
|              | 1960. szeptember 1. | Róma (ITA)               | Magyarország  | 7 – 0        | Franciaország | olimpiai D csoport  | -            |              |
|              | 1960. szeptember 9. | Róma                     | Olaszország   | 1 – 2        | Magyarország  | olimpiai 3. helyért | -            |              |
| 2.           | 1960. október 30.   | Brüsszel, Heysel-stadion | Belgium       | 2 – 1        | Magyarország  | barátságos          | -            |              |
|              | Összesen            |                          |               | 2            | mérkőzés      |                     | 0            | gól          |

## Emlékezete
- Alakja felbukkan (említés szintjén, keresztnév nélkül, de beazonosítható módon) Kondor Vilmos magyar író Budapest novemberben című bűnügyi regényében.